# Cultura de La Candelaria

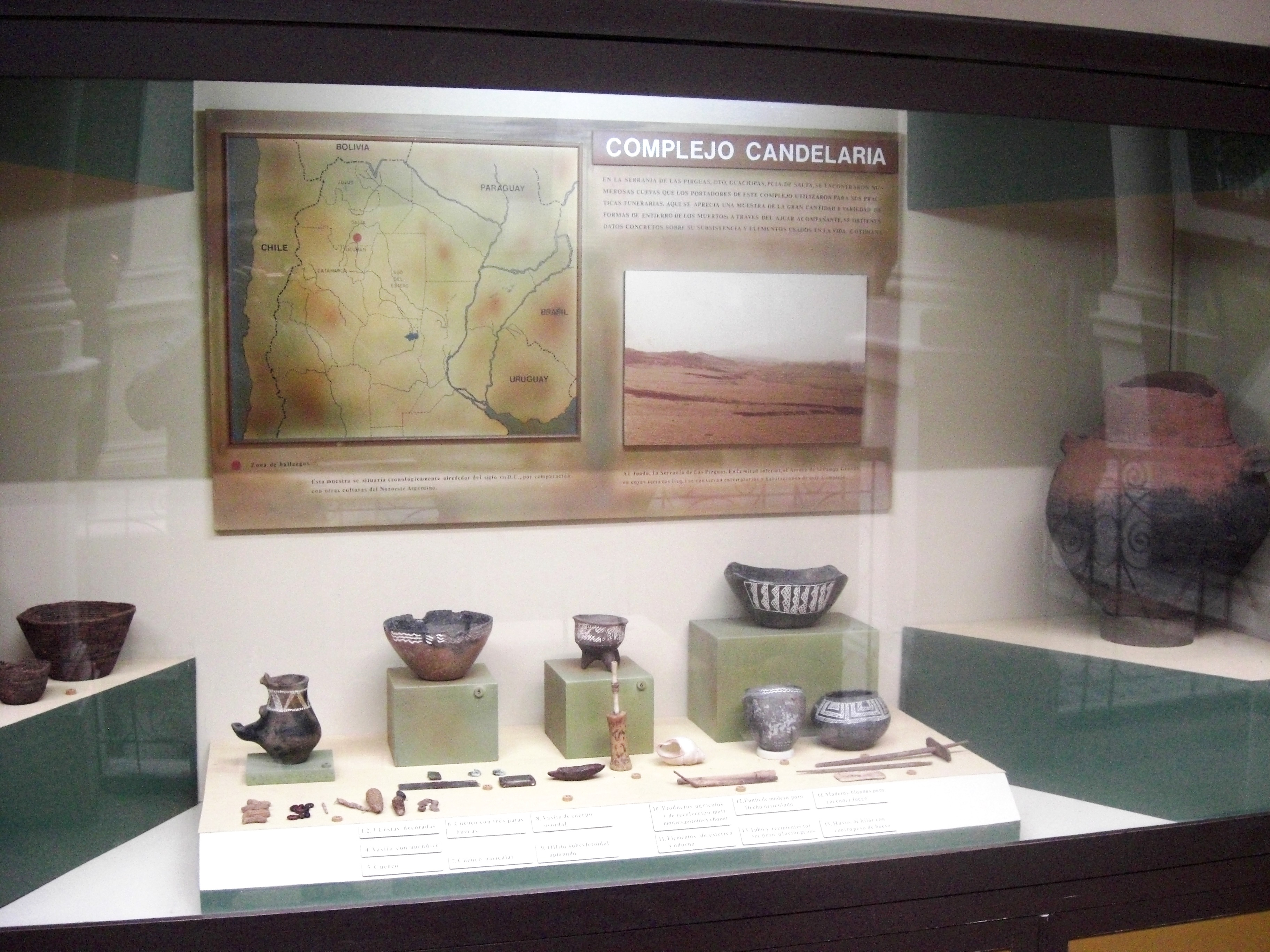
Vitrina dedicada a la cultura de La Candelaria. Museu de La Plata

La Cultura de La Candelaria es va desenvolupar entre els anys 200 i 1000, a l'àrea centre-sud andina de la província argentina de Salta i al nord de la província de Tucumán, a les anomenades selves occidentals. Pren el nom del departament salteny de La Candelaria, on va ser descoberta.
Els jaciments arqueològics pertanyents a aquesta cultura són abundants. A Tucumán, entre d'altres es poden assenyalar a: Serralades de Medina, Trancas, El Cadillal, Vipos, San Pedro de Colalao, La Sala, Raco, Serralades de San Javier, Horco Molle i Yerba Buena.
La ceràmica que van produir és generalment de color gris amb traços simples i figures geomètriques com rectangles i triangles que representen figures humanes i d'animals. Fabricaven també instruments musicals de vent amb formes d'animals. Els habitatges eren de planta circular, amb pedres clavades al terreny a manera de sòcol, construïdes amb materials peribles. Criaven llames que utilitzaven com a aliment i per a altres fins. El blat de moro sembla haver estat el seu cultiu més important.

## Descripció

### Ubicació cronològica i geogràfica
La Cultura de la Candelaria es va desenvolupar entre els anys 200 i 1000 aproximadament. Pren el nom del departament de La Candelaria, on va descoberta. Geogràficament es distribueix per l'est i sud de la província de Salta i nord de la província de Tucumán.
El seu nom li va ser donat per Alfred Métraux qui, al començament de la dècada del 1930, va fer les primeres exploracions. Les investigacions posteriors de Stig Ryden van aportar abundant material que van permetre formular un diagnòstic més precís d'aquest complex. S'han trobat ceràmiques corresponents als estils de La Candelaria, o similars, a Tafí del Valle (Tucumán) i a la vall d'Hualfín (Catamarca).

### Característiques
És difícil determinar si les peces van resultar d'un intercanvi comercial, per un procés d'aculturació o si la cultura de La Candelaria va tenir un primerenc desplaçament en forma més o menys pura a aquestes regions, fet molt poc probable a causa de les condicions ambientals molt diferents.
Els habitatges eren generalment de planta circular, d'uns 6 metres de diàmetre, delimitades per una filera de pedres clavades al terreny. Van ser construïdes amb materials peribles, havent-se utilitzat les pedres planes clavades com una mena de sòcol que assegurava a terra les branques i pals de les parets. Aquests recintes estaven aïllats els uns dels altres. Un altre tipus de patró d'habitatge s'ha trobat a Cerro Chuscha; es tracta d'un espai central amb petits semicercles adossats al voltant d'aquest. Als Altos de Medina també s'han trobat estructures similars.
La subsistència va consistir en carn de camèlids, encara que no va ser el seu principal aliment. És factible la domesticació d'aquest tipus d'animals, ja que aquests apareixen representats en algunes peces ceràmiques. El blat de moro va ser el cultiu més important de la zona, segons s'ha deduït per alguns grans trobats dins d'urnes funeràries. A la superfície s'han trobat morters i altres instruments de molta.
Els instruments de pedra més abundants són les destrals, però també hi ha en menor mesura puntes de fletxa, pedres de llaç amb boles (boleadoras), adorns, i petites figures amb formes humanes i d'animals. L'escàs desenvolupament de la metal·lúrgia a La Candelaria, manifestada per uns pocs objectes, suggereix que no va ser autòctona sinó que les peces es van importar d'altres regions, probablement de les situades a l'oest de l'Aconquija. En os es van trobar punxons, un objecte que es creu que va servir per teixir i una espàtula. Els pobles de La Candelaria han fabricat una sèrie d'instruments musicals de vent.

### Ceràmica
Les peces d'estil Candelaria es caracteritzen per la decoració incisa, però el més interessant el constitueix la ceràmica modelada, destacant figures d'estranys éssers en els quals es combina elements antropomorfs i zoomorfs amb cossos voluminosos. Es troben gerres, atuells i urnes. Els objectes ceràmics més representatius són els de color gris-negre i incisos, tot i que també hi ha pintats amb dibuixos negres sobre fons vermell fosc.
El context d'aparició d'aquest art és generalment funerari, i l'enorme força simbòlica i expressiva de les representacions fa possible relacionar d'alguna manera amb el món de les creences dels seus realitzadors. Els morters decorats bé podrien haver servit per a la preparació d'algun tipus d'al·lucinògens, generalment utilitzats en cerimònies de caràcter xamànic. No hi ha notícies de tractament diferencial en els enterraments, però la qualitat i varietat de la ceràmica, l'existència d'escultura en pedra i, sobretot, l'aparició d'objectes d'orfebreria en les tombes, pectorals d'or, polseres repujades i ornaments de vestits, apunten cap al començament de l'especialització artística.

Atuells escultòrics d'ús cerimonial. Museu de Ciències Antropològiques «Emilio y Duncan Wagner». Centre Cultural del Bicentenari, Santiago del Estero
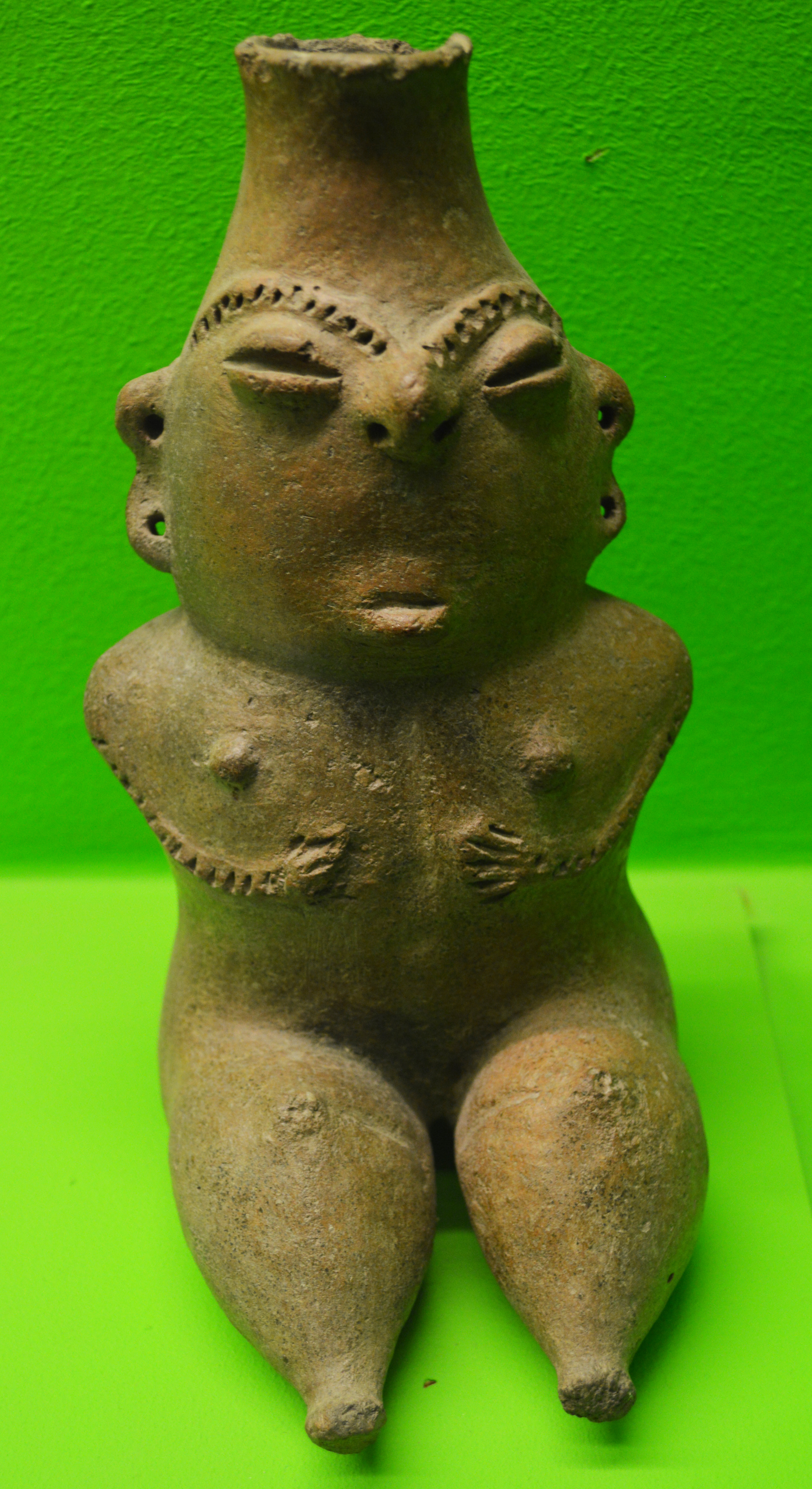
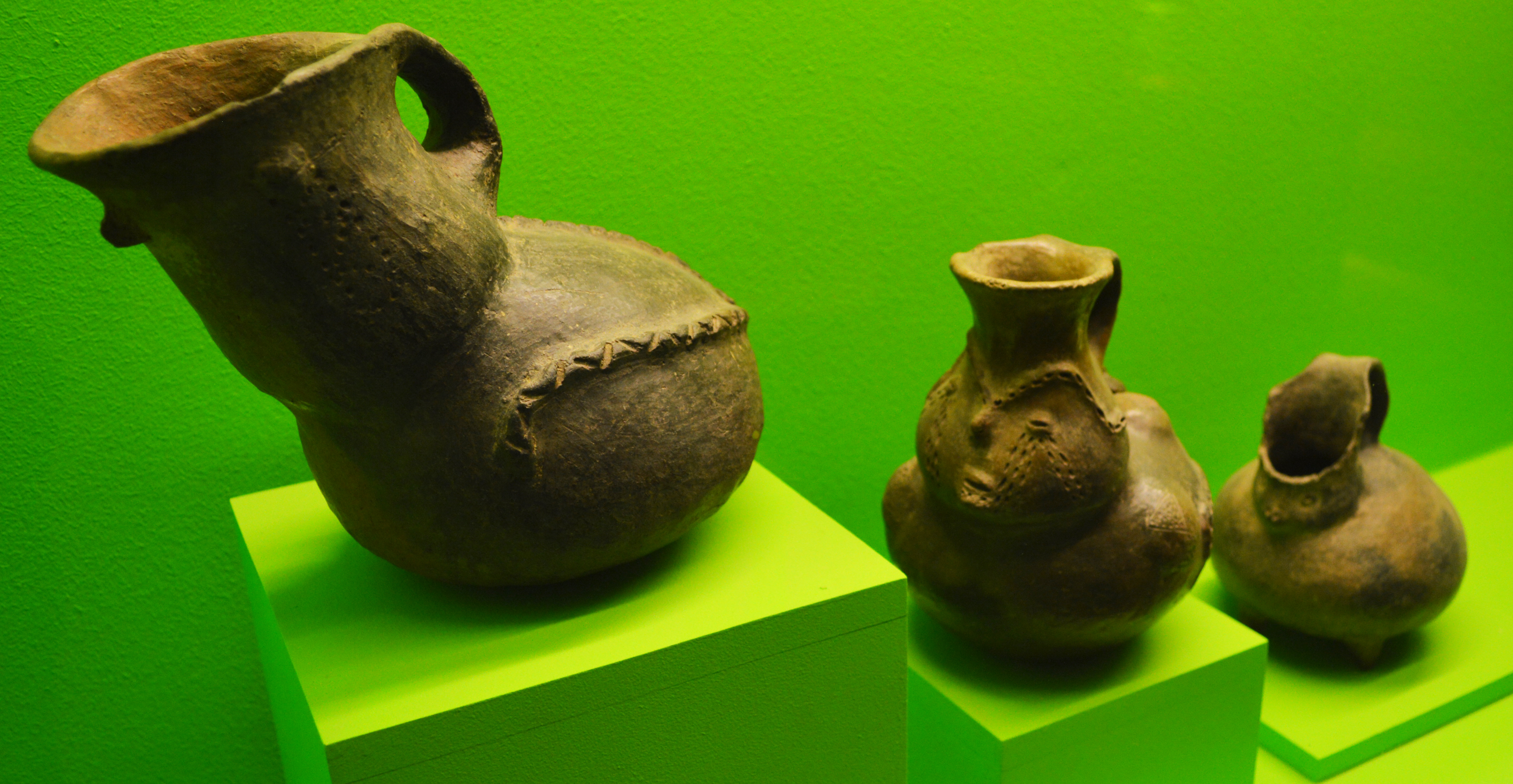
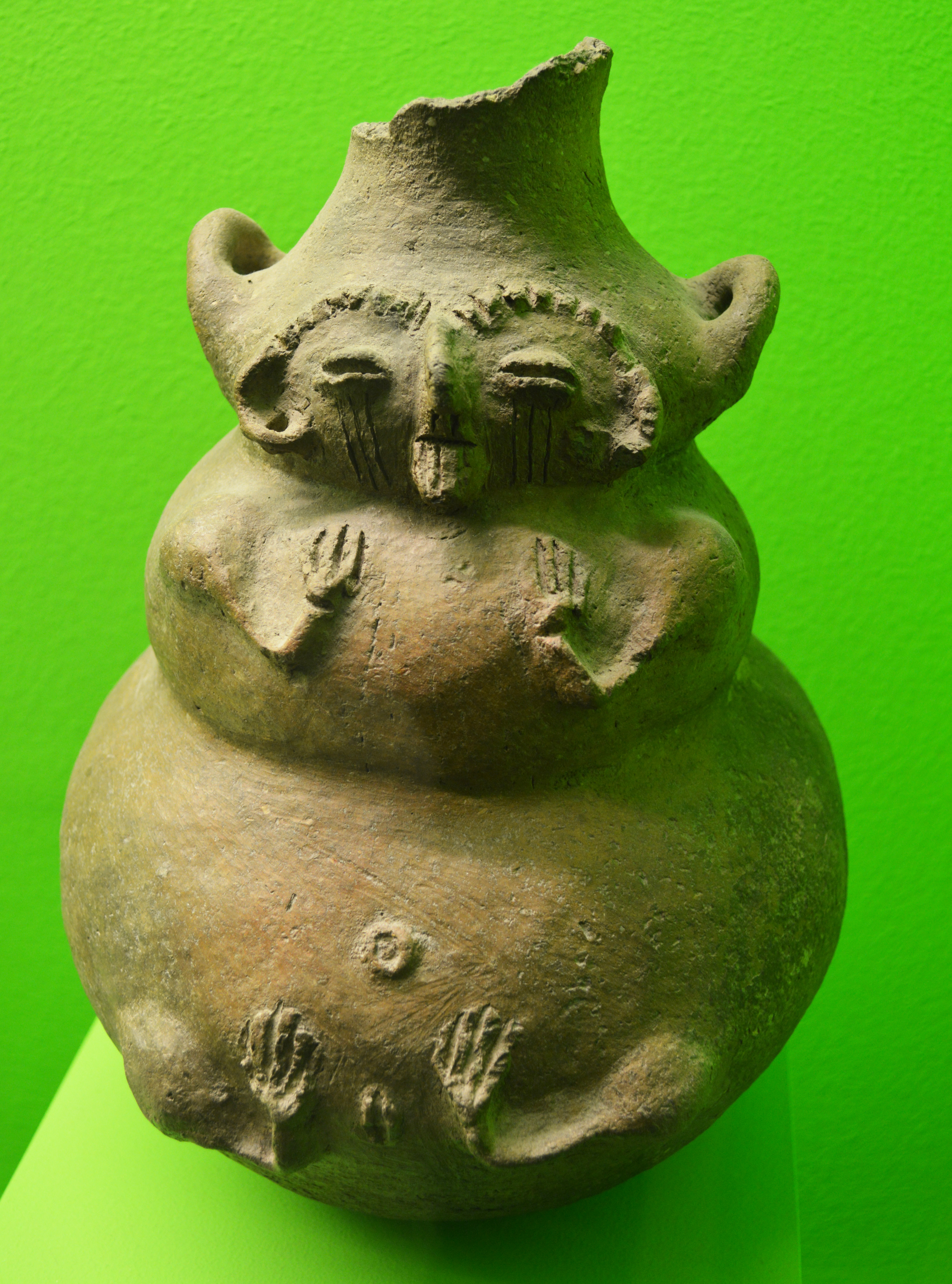

És potser una de les cultures més ben conegudes del nord-oest argentí i que pot ser presa com a exemple de la tradició cultural sud-andina al ceràmic mig. El seu centre geogràfic és el departament de La Candelaria i és en realitat una llarga tradició cultural que es remunta als començaments de l'era cristiana i s'estén fins a l'any 1000 aproximadament.
Petits assentaments amb habitacions de material perible de les que de vegades es troben fonaments circulars o rectangulars de lloses de pedra, es troben regats de restes de ceràmica, estris variats i urnes funeràries enterrades. Aquest enterrament en urnes associades als habitatges és molt característic i es tracta sempre d'enterraments primerencs. Les urnes, de ceràmica grisa, tenen un cos ovoide o allargat i un coll estret, mesurant entre 50 i 140 cm. Es adornen amb incisions puntejades organitzades en bandes al voltant del coll formant dissenys triangulars. En algunes s'han trobat fins a tres esquelets i restes infantils que tenen empremtes de traumatismes violents que podrien indicar possibles sacrificis.
A vegades les urnes es deixaven en cavernes funeràries acompanyades d'un variat aixovar; l'afortunat descobriment d'una sèrie d'aquestes va permetre recuperar una sèrie d'objectes fins i tot de material perible donades les condicions de sequedat. Es van trobar teles diverses, teixits de llana de llama, bosses, cordes, diversos tipus de xarxes i arcs i fletxes amb puntes de fusta, diademes de plomes i una narigueres de ceràmica i un penjoll d'or.
Unes granadures de collaret fetes de petxines d'espècies de l'Atlàntic i del Pacífic revelen relacions comercials, el mateix que els escassíssims objectes d'or i coure que procedeixen de l'oest.
Destaca el sentit plàstic de la seva ceràmica les manifestacions primerenques es relacionen amb la Cultura Condorhuasi, però sense el seu estil policrom. Són freqüents les imatges d'éssers fantàstics que barregen trets humans i animals, decorats amb incisions geomètriques organitzades rítmicament. Es va treballar també la pedra, tant per a objectes utilitaris com destrals, com per tallar una figura antropomorfa o zoomorfa, de caràcter fantàstic a l'extrem oposat al tall. I de pedra es van fer també adorns com comptes de collaret cilíndriques i narigueres.

## Troballes recents
El personal de la Direcció de Cultura i Turisme de la Municipalitat d'El Tala, va realitzar la troballa d'una enorme atuell pertanyent a la cultura de La Candelaria. Va ser trobada a la finca Las Piedritas, amb restes humanes i altres peces de ceràmica amb pintura en els seus contorns.
El descobriment es va efectuar durant una expedició realitzada a la zona, coneguda com els filtres d'aquest establiment, situada sobre un petit turó a 5 km al sud-oest del municipi d'El Tala. El grup va ser encapçalat pel titular de l'organisme, Fabricio Díaz.
L'atuell estava pràcticament a l'aire lliure a la zona i les constants precipitacions les van ser desenterrant. La inhumació de nens i d'adults es feia formant veritables cementiris i la seva la densitat dona idea que els llocs van ser ocupats per períodes més o menys llargs o que, si no, van ser ocupats cop i un altre pel mateix grup.
La humitat del medi ambient va determinar que les restes òssies es trobaven en molt mal estat de conservació. Es sol·licitarà una sèrie d'estudis, fonamentalment a través del carboni-14 per obtenir més informació sobre aquesta cultura.